# Hypena plagiorhabda
Hypena plagiorhabda är en fjärilsart som beskrevs av Louis Beethoven Prout 1932. Hypena plagiorhabda ingår i släktet Hypena och familjen nattflyn. Inga underarter finns listade i Catalogue of Life.